# Engelke Godefroid de Løwenstierne
Engelke Godefroid de Løwenstierne, født Riis (ca. 1732 formentlig i Christianssand – 29. januar 1772 i København) var en dansk embedsmand.
Han var søn af postmester og tolder i Christianssand til 1738, da han købte Nørlund i Ravnkilde Sogn, Michael Riis og 2. hustru Christiane Charlotte von Bülow. Sønnen var ved skiftet efter faderen 1740 i sit 8. år, ved skiftet efter moderen 1754 21 år. Han blev 1753 sekretær i Danske Kancelli, 1754 exam.jur. og blev eksamineret af by- og rådstueskriver Sevel i Aalborg. 17. december 1756 blev Riis optaget i dansk adelstand under navnet de Løwenstierne, blev samme måned hofjunker og 1768 etatsråd. Han angives at være 44 år gammel ved sin død. Han var ugift, og adelsslægten uddøde med ham.